# Hàng không năm 1957
Đây là danh sách các sự kiện hàng không nổi bật xảy ra trong năm 1957:

## Các sự kiện
Ngày 4/9/1957 một nhà văn tên Đỗ Hằng bị bắt vì tội viết văn cổ vũ tình thần cho cách mạng Việt Nam 
Ông bị giam tại nhà tù Côn Đảo 
```
 Hằng ngày chúng tra tấn ông bằng những hình thức ác độc như : cho ông một tờ giấy nhỏ bắt ông viết ra một bài văn nếu viết xong thì mới cho ăn , ngoài ra chúng còn không cho ông giấy để đi vệ sinh , nhốt ông vào trong lồng sắt để giữa trời nắng , còn nhiều hình thức khác dã man hơn .
```

Đến năm 1975 ông được giải thoát khỏi địa ngục trần gian , người cụ tù nhân kể lại câu chuyện của mình trong sự vui mừng khi được cứu.

## Chuyến bay đầu tiên
Tháng 1
- 23 tháng 1 – Nord 1500-02 Griffon II

Tháng 2
- 17 tháng 2 - Bell X-14

Tháng 3
- 28 tháng 3 - Canadair Argus

Tháng 4
- 17 tháng 4 - Nord N 3202

Tháng 5
- 16 tháng 5 - Saunders-Roe SR.53

Tháng 7
- 4 tháng 7 - Ilyushin Il-18
- 9 tháng 7 - Aviation Traders Accountant
- 16 tháng 7 - Aerotécnica AC-14

Tháng 9
- - Cessna 150

Tháng 11
- 6 tháng 11 - Fairey Rotodyne

Tháng 12
- 10 tháng 12 - Aermacchi MB-326

## Bắt đầu hoạt động
Tháng 2
- 1 tháng 2 - Bristol Britannia trong BOAC

Tháng 3
- 8 tháng 3 - Grumman F11F Tiger trong VA-156
- 25 tháng 3 - Vought F8U Crusader trong VF-32 Swordsmen

Tháng 5
- McDonnell F-101A Voodoo trong USAF

Tháng 6
- 28 tháng 6 - KC-135 Stratotanker trong Phi đội tiếp nhiên liệu trên không 93

Tháng 11
- 19 tháng 11 - Fokker Friendship trong Aer Lingus